# 安拉奧沃岩
62°19′31″S 59°30′22″W / 62.32528°S 59.50611°W
安拉奧沃岩（Graovo Rocks），是南極洲的岩石，位於南設得蘭群島的羅伯特島北岸，處於利伯蒂岩以東和布萊斯灣西南面，長1.75公里、寬0.75公里，以保加利亞西部城鎮命名，現時由南極條約體系管理。